# 红背䶄
红背䶄（学名：Clethrionomys rutilus）为仓鼠科䶄属的动物。在中国大陆，分布于新疆、黑龙江、辽宁、内蒙古、吉林等地，主要生活于针叶林、针阔混交林。该物种的模式产地在西伯利亚鄂毕河东部。

## 亚种
- 红背䶄阿穆尔亚种（学名：Clethrionomys rutilus amurensis），Schrenk于1859年命名。在中国大陆，分布于黑龙江、辽宁、内蒙古、吉林等地。该物种的模式产地在黑龙江河口。[2]
- 红背䶄指名亚种（学名：Clethrionomys rutilus rutilus），Pallas于1778年命名。在中国大陆，分布于新疆（阿尔泰山）等地。该物种的模式产地在西伯利亚鄂毕河东部。[3]